# Großer Bogdan

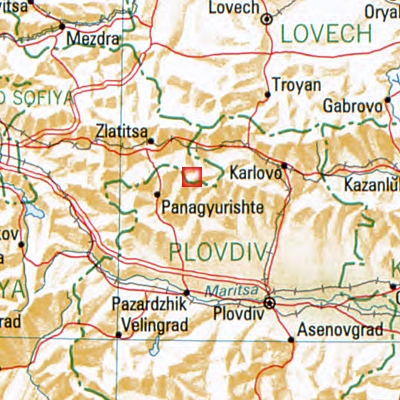
Großer Bogdan (rotes Viereck) – Nachbarorte: Slatiza, Karlowo, Panagjurischte

Der Große Bogdan (bulgarisch Голям Богдан; Transkription: Goljam Bogdan) ist der höchste Berg der Sredna Gora. Er liegt in Bulgarien, einige Kilometer südöstlich von Kopriwtschiza. Der Berg ist von allen Seiten von Wäldern umgeben. Nach Süden hat man vom Großen Bogdan aus einen freien Blick zum Berg Barikadi und nach Norden zum Berg Balk. Am südlichen Abhang des Großen Bogdan gibt es, inmitten von Buchenwäldern, große moosbedeckte Felsen, die als Tetelinowa peschtera (zu Deutsch: Klee-Höhle) bezeichnet werden. An diesem Berg entspringen die drei Flüsse Pjasatschnik, Kriwa und Luda Jana.
Der Berg ist nach dem Heiducken Bogdan Wojwoda benannt. Außer dem Großen Bogdan gibt es auch den Kleinen Bogdan.
Der Große Bogdan gehört zu den 100 nationalen touristischen Objekten Bulgariens. Touristen, die diese 100 Nationalen Objekte Bulgariens besuchen, können sich die Besteigung des Berges mit einem Stempel bestätigen lassen, der in der Berghütte Wohwodenez ist bzw. im Touristenzentrum in Kopriwtschiza.
Der Berg ist seit 2005 Namensgeber für den Bogdan Ridge, einen Gebirgskamm auf Greenwich Island in der Antarktis.